# 李蕃 (萬曆進士)
李蕃（？—？），號河岑，山东青州府日照縣人。

## 生平
万历三十七年（1609年）己酉科山东乡试举人，四十一年（1613年）癸丑科進士，都察院觀政，患病調理。四十二年授湖廣庐江县知县，四十六年本省同考，四十七年丁憂歸。天啓元年（1621年）起補長子知縣，二年四月考选，授候补御史，十二月填补广东道御史，始谄事魏广微、冯铨、崔呈秀，复谄事魏忠贤，天啓四年大学士孫承宗督师请入朝，忠贤指使御史李蕃急奏，有枢辅举动可骇一疏，引自古拥兵阃外，恐喝朝廷，如王敦、李怀光去来自如，不遵朝命，又谓枢辅此来，人（户部侍郎李邦華）实召之云云，上大惧，至却行，急传兵部令承宗急还山海关。寻又奉忠贤命参论大学士朱国桢罢职而归。五月正月管理章奏，本年巡视芦沟桥，六年三月出督畿辅学政，呼魏忠贤为“九千岁”，建祠河间、天津等地，七年十月官加太仆寺少卿。与同年李鲁生，时号两人为四姓奴。
崇祯元年四月，广西道试御史邹毓祚疏劾太仆寺添注少卿杨维垣、礼科给事中李恒茂，有“占气得先，转身得捷”之语，旨令直指其人，乃以维垣告，复言李恒茂与李鲁生、李蕃号曰“三李”，为维垣密友，声势薰灼，故长安为之谣曰：“官要起，问三李”。今鲁生、李蕃己劾免，恒懋亦乞立赐处分，于是二人皆罢。二年正月名定“逆案”，被削籍，又为吏科都给事中沈惟炳等疏言，判徒三年，赎为民。

## 家族
曾祖李玉。祖父李鸾，教谕。父李時珍，庠生。